# Vikt (typografi)
Vikt betecknar i typografiska sammanhang bokstävernas tjocklek. 
Om en typsnittsvariant har tjocka linjer kallas den fet, är linjerna tunna kallas den mager. Fet stil används ofta för att markera ett visst ord i en text, i typografiska sammanhang brukar detta kallas halvfet stil.